# Intex Osaka
L'Intex Osaka (インテックス大阪, Intekkusu Ōsaka, « Intex » est la résultante d'International Exhibithion Center") est un centre de congrès situé dans l'arrondissement de Suminoe-ku à Osaka, préfecture d'Osaka au Japon. Avec près de 70 000 m2 d'espace d'exposition, c'est le troisième plus important centre de congrès du Japon, derrière le Tokyo Big Sight (centre d'exposition international de Tokyo) et le Makuhari Messe. 
En 2019, Intex Osaka a servi de lieu d'accueil pour le Sommet du G20.